# Бакшеев Дор
Бакшеев Дор — деревня в Кичменгско-Городецком районе Вологодской области.
Входит в состав Енангского сельского поселения, с точки зрения административно-территориального деления — в Нижнеентальский сельсовет.
Расстояние до районного центра Кичменгского Городка по автодороге составляет 68 км, до центра муниципального образования Нижнего Енангска по прямой — 18 км. Ближайшие населённые пункты — Трубовщина, Гарь, Татариново.
Население по данным переписи 2002 года — 32 человека (14 мужчин, 18 женщин). Всё население — русские.

## Известные личности
- Владимир Логиновский (род. 28 февраля 1960) — лётчик-испытатель, Герой Российской Федерации (1998)[4][5].